# Ерік В'юяр
Ері́к В'юя́р, також Ері́к Вія́р (фр. Éric Vuillard, 4 травня 1968, Ліон) — французький письменник, сценарист, кінорежисер.

## Біографія
Народився у Ліоні під час Травневих заворушень 1968 року. Родина походила з Франш-Конте, неподалік від містечка Лонс-ле-Соньє. Ерік ріс у Ліоні, де відвідував різні школи, поки його батько не вирішив переїхати до покинутого гірського села. Ерік перервав навчання і вирушив у мандри Іспанією та Португалією, маючи намір продовжити свою мандрівку Африкою. Проте він повертається додому, закінчує гімназію і вступає до університету. Серед його викладачів був зокрема і філософ Жак Дерріда.
Дебютував новелою «Мисливець» (1999). Автор сценарію фільму Філіпа Гранріє «Нове життя» (2002). 2008 року зняв фільм «Матео Фальконе» за новелою Проспера Меріме. Привернув увагу публіки та критики історичним романом про завоювання Перу «Конкістадори» (2009).
2017 року був нагороджений Гонкурівською премією за книжку «Порядок денний» У книжці «Порядок денний» автор описує події з історії Третього Рейху: зустріч Адольфа Гітлера 20 лютого 1933 року з представниками великої промисловості Німеччини, а також аншлюс Австрії, що відбувся в березні 1938 року.

## Твори
- Мисливець / «Le Chasseur», récit, Paris, Éditions Michalon, 1999 (новела)
- Сирі дрова / «Bois vert», Paris, Éditions Léo Scheer, 2002 (вірші)
- Тогу / «Tohu», Paris, Éditions Léo Scheer, 2005
- Конкістадори / «Conquistadors», Paris, Éditions Léo Scheer, 2009 (історичний роман, Prix de l inaperçu)
- Битва Заходу / «La Bataille d'Occident», Arles, Éditions Actes Sud, 2012 (оповідання, Prix Franz Hessel, нім. пер. 2014)
- Конго / «Congo», Arles, Éditions Actes Sud, 2012 (повість)
- Порядок денний / «L'ordre du jour», récit, Arles, Éditions Actes Sud, coll. «Un endroit où aller», 2017 (укр. переклад – видавництво Віват, 2019)
- Війна бідних / La Guerre des pauvres, récit, Actes Sud, coll. " Un endroit où aller ", 2019, 72 pages (ISBN 978-2-330-10366-8)

## Фільм
- 2008: «Mateo Falcone»

## Українські переклади
- Ерік Вюяр (Ерік Віяр). Порядок денний. Видавництво Віват, 2019.